# Municipio de Oberon
El municipio de Oberon (en inglés: Oberon Township) es un municipio ubicado en el condado de Benson en el estado estadounidense de Dakota del Norte. En el año 2010 tenía una población de 67 habitantes y una densidad poblacional de 0,45 personas por km².

## Geografía
El municipio de Oberon se encuentra ubicado en las coordenadas 47°55′32″N 99°14′40″O / 47.92556, -99.24444. Según la Oficina del Censo de los Estados Unidos, el municipio tiene una superficie total de 149.99 km², de la cual 148,63 km² corresponden a tierra firme y (0,9 %) 1,35 km² es agua.

## Demografía
Según el censo de 2010, había 67 personas residiendo en el municipio de Oberon. La densidad de población era de 0,45 hab./km². De los 67 habitantes, el municipio de Oberon estaba compuesto por el 88,06 % blancos, el 7,46 % eran amerindios, el 1,49 % eran de otras razas y el 2,99 % eran de una mezcla de razas. Del total de la población el 1,49 % eran hispanos o latinos de cualquier raza.